# Peranua conspiciens
Peranua conspiciens är en fjärilsart som beskrevs av Embrik Strand 1913. Peranua conspiciens ingår i släktet Peranua och familjen nattflyn. Inga underarter finns listade i Catalogue of Life.